# Songaila
Songaila ist ein litauischer männlicher Familienname.

## Namensträger
- Darius Songaila (* 1978),  Basketballspieler
- Gintaras Songaila (*  1962),  Politiker, Mitglied des Seimas
- Ringaudas Bronislovas Songaila (1929–2019), sowjetlitauischer Politiker und Kommunistenfunktionär